# Sindangjawa (Cibingbin)
Sindangjawa is een bestuurslaag in het regentschap Kuningan van de provincie West-Java, Indonesië. Sindangjawa telt 2698 inwoners (volkstelling 2010).